# 18602 Lagillespie
18602 Lagillespie (1998 BX12) là một tiểu hành tinh vành đai chính được phát hiện ngày 23 tháng 1 năm 1998 bởi nhóm nghiên cứu tiểu hành tinh gần Trái Đất phòng thí nghiệm Lincoln ở Socorro.